# 이정환 (프로게이머)
이정환(1987년 8월 19일 ~ )은 대한민국의 전직 스타크래프트 II 프로게이머이다. anypro이라는 아이디를 사용하며, 종족은 프로토스이다. Prime 소속이다.
학업에 전념하기 위해 2011년 은퇴하였다.

## 주요성적
- 2010년 TG삼보-인텔 스타크래프트 II OPEN Season 1 16강
- 2010년 소니 에릭슨 스타크래프트 II OPEN Season 3 64강
- 2011년 소니 에릭슨 GSL Jan. Code S 32강